# Between Heaven 'N Hell
Between Heaven 'N Hell é o sétimo álbum de estúdio da banda Resurrection Band, lançado em 1985. Este é o último disco editado sob o selo da gravadora Sparrow Records.
Com o álbum "Between Heaven 'N Hell", a banda fez uma junção do estilo New Wave do disco "Hostage" com o hard rock mais parecido com o período do álbum "Colours". Encurtando o seu nome ainda mais para "REZ", a banda aproveitou o fato de que a Capitol Records começava a fazer distribuição de produtos da Sparrow Records, estendendo assim, a divulgação do novo álbum no mercado secular.
O cativante "Love Comes Down" foi escolhido como primeiro single deste disco, e o videoclipe desta canção foi mais bem trabalhado, resultando em uma atenção de maior destaque na MTV.
| Críticas profissionais                                                      | Críticas profissionais |
| Avaliações da crítica                                                       | Avaliações da crítica  |
| Fonte                                                                       | Avaliação              |
| --------------------------------------------------------------------------- | ---------------------- |
| Allmusic                                                                    | [ 4 ]                  |
| Esta tabela precisa de ser acompanhada por texto em prosa. Consulte o guia. |                        |

## Faixas
Todas as faixas por Glenn Kaiser, exceto onde anotado
1. "The Main Event" (G. Kaiser, Roy Montroy) – 3:03
2. "Love Comes Down" – 3:08
3. "Zuid Afrikan" – 5:20
4. "Walk On" (Tom Cameron, G. Kaiser, Wendy Kaiser) – 3:42
5. "Talk to Me" (Jim Denton, G. Kaiser, Jon Trott) – 4:25
6. "I Think You Know" – 3:13
7. "Shadows" (G. Kaiser, W. Kaiser, Trott) – 5:00
8. "Save Me from Myself" (Denton) – 3:30
9. "Nervous World" (G. Kaiser, W. Kaiser) – 4:22
10. "2,000" (G. Kaiser, Montroy, Trott) – 4:56

## Créditos
- Glenn Kaiser - Vocal, guitarra
- Wendi Kaiser - Vocal
- Stu Heiss - Guitarra
- Jim Denton - Baixo, teclados
- John Herrin - Bateria, percussão